# 이탈루 페헤이라

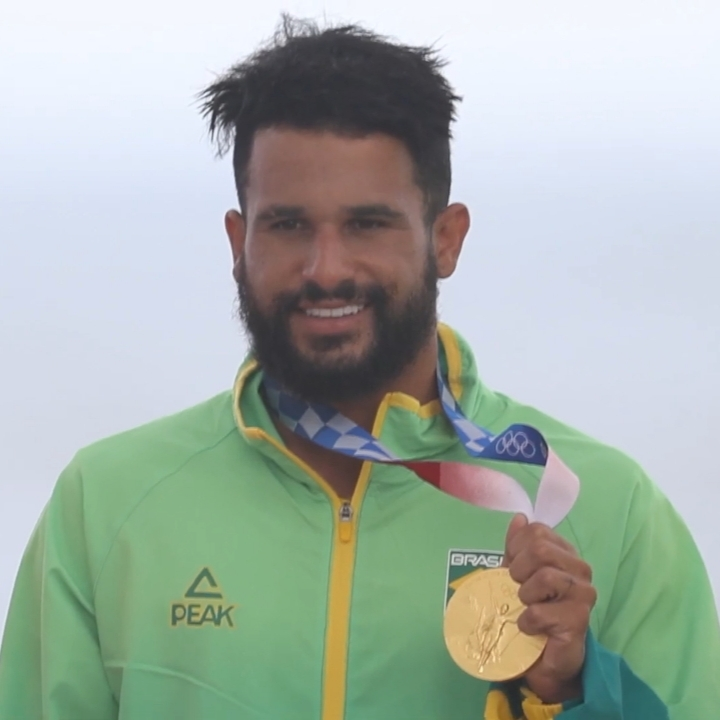
2020년 도쿄 올림픽에서 금메달을 들고

이탈루 페헤이라(포르투갈어: Ítalo Ferreira, 1994년 5월 6일 ~ )는 브라질의 서핑 선수이다. 히우그란지두노르치주 출신. 2021년 열린 2020년 하계 올림픽 서핑에서 금메달을 땄으며, 해당 종목의 첫 우승자이다. 이때 올림픽에 참석하러 가던 중 여권을 도둑맞고, 태풍을 만나고 서핑보드도 부서지는 역경을 모두 넘고 우승한 뒷 이야기로 화제가 되었다.